# اهاو
اهاو (به فرانسوی: Ahoa) یک دهکده مسکونی است که در ساحل غربی ناحیه هاهاکه در جزیره والیس در مستعمره والیس و فوتونا  و در جنوب شرقی دریاچه لالولالو  شده‌است.

## جمعیت
جمعیت این منطقه در سرشماری سال ۲۰۱۸ ، ۴۳۶ نفر بود.

## خصوصیات
این روستا در ۱۲ متر بالاتر از سطح دریا قرار دارد. زمین اطراف روستا اهاو پست و بدون ناهمواری است ، آب و هوای این منطقه نیمه گرمسیری استوایی است. میانگین دمای این منطقه ۲۲ درجه سانتی گراد است. میانگین بارندگی در این منطقه ۳۳۸۳ میلی متر در سال است.